# Faustball Pan American Championships
Die Pan American Championships im Faustball werden von der Pan American Fistball Association (PAFA) für Männer und Frauen seit 2015 durchgeführt.

## Pan American Championships der Männer
2015 wurden die Pan American Championships der Männer zum ersten Mal im amerikanischen Flanders ausgetragen.
| #  | Jahr | Ort           | Dauer              | Gold      | Silber      | Bronze             |
| -- | ---- | ------------- | ------------------ | --------- | ----------- | ------------------ |
| 1. | 2015 | Flanders      | 27. – 28. August   | Brasilien | Chile       | Vereinigte Staaten |
| 2. | 2018 | Buenos Aires  | 12. – 14. Oktober  | Brasilien | Argentinien | Chile              |
| 3. | 2022 | Novo Hamburgo | 13. – 14. Oktober  | Brasilien | Chile       | Vereinigte Staaten |
| 4. | 2024 | Buenos Aires  | 14. – 15. November | Brasilien | Argentinien | Vereinigte Staaten |

### Gesamtmedaillenspiegel
| # | Land               | Gold | Silber | Bronze |
| - | ------------------ | ---- | ------ | ------ |
| 1 | Brasilien          | 4    | 0      | 0      |
| 2 | Chile              | 0    | 2      | 1      |
| 3 | Argentinien        | 0    | 2      | 0      |
| 4 | Vereinigte Staaten | 0    | 0      | 3      |

## Pan American Championships der Frauen
| #  | Jahr | Ort           | Dauer              | Gold      | Silber      | Bronze             |
| -- | ---- | ------------- | ------------------ | --------- | ----------- | ------------------ |
| 1. | 2015 | Flanders      | 27. – 28. August   | Brasilien | Chile       | Vereinigte Staaten |
| 2. | 2018 | Buenos Aires  | 12. – 14. Oktober  | Brasilien | Chile       | Argentinien        |
| 3. | 2022 | Novo Hamburgo | 13. – 14. Oktober  | Brasilien | Chile       | Argentinien        |
| 4. | 2024 | Buenos Aires  | 14. – 15. November | Brasilien | Argentinien | Chile              |

### Gesamtmedaillenspiegel
| # | Land               | Gold | Silber | Bronze |
| - | ------------------ | ---- | ------ | ------ |
| 1 | Brasilien          | 4    | 0      | 0      |
| 2 | Chile              | 0    | 3      | 1      |
| 3 | Argentinien        | 0    | 1      | 2      |
| 4 | Vereinigte Staaten | 0    | 0      | 1      |

## Weblink
- International Fistball Association IFA (deutsch, englisch)